# Sonatine no 1 pour seize instruments à vent
Pour les articles homonymes, voir Sonatine (homonymie).
La Sonatine no 1 pour seize instruments à vent est une symphonie de chambre pour vents de Richard Strauss. Composée en 1944 à Vienne et Garmisch, elle est créée le 18 juin 1944 à Vienne à Dresde sous la direction de Karl Elmendorff.

## Structure
1. Allegro moderato
2. Romance et menuet
3. Finale: Molto allegro

- Durée d'exécution : trente cinq minutes.

## Instrumentation
deux flûtes, deux hautbois, deux bassons, un contrebasson, quatre cors, cinq clarinettes (dont une clarinette basse, un cor de basset).

## Discographie sélective
- Académie d'instruments à vent de Munich dirigé par Wolfgang Sawallisch, Orfeo

## Source
- François-René Tranchefort, Guide de la musique symphonique, éd.Fayard 1986 p. 760